# Yalgoo
Yalgoo is een plaats in de regio Mid West in West-Australië.

## Geschiedenis
De eerste Europeanen deden de streek aan in de jaren 1850. Pas in de jaren 1870 vestigden de eerste pastoralisten zich er met hun schapen en runderen.
In 1876 vermeldde John Forrest van de 'Yalgoo Peak'. De naam zou zijn afgeleid van het Aborigineswoord 'Yalguru' wat "bloed" of "plaats van bloed" zou betekenen of een plant met rood sap is.
Goudzoekers trokken in de jaren 1890 door de streek op weg naar Cue en Mount Magnet. In 1892 ontdekten vijf goudzoekers, Knight, Parsons, Rice, Moxon en Evans, goud in Yalgoo en ontwikkelden de rijke 'Emerald Reward Mine'.
In januari 1896 werd het plaatsje Yalgoo officieel gesticht, al werd het tot 1938 'Yalgu' gespeld. Eind 1896 telde Yalgoo zeven hotels. Die waren omgeven door een tentenkamp met twaalf winkels, twee zadelmakers, twee slagers, drie bakkers, drie smeden, twee drankleveranciers, twee barbiers, twee tentenmakers, een school, een politiekantoor en een gerechtsgebouw. Twee jaar later opende de spoorweg tussen Mullewa en Yalgoo.
Vanaf 1903 liep de vondst van goud terug en in 1908 sloot de 'Emerald Reward Mine'. Sindsdien kent Yalgoo achteruitgang. In 1978 werd de spoorweg uit dienst genomen.

## Beschrijving
Yalgoo is het administratieve en dienstencentrum van het lokale bestuursgebied (LGA) Shire of Yalgoo, een district waar het pastoralisme en de mijnindustrie de belangrijkste economische activiteiten zijn.
In 2021 telde Yalgoo 313 inwoners, tegenover 164 in 2006.
Het dorp heeft een bibliotheek, basisschool, politiekantoor, hotel, erfgoedroute, kunstencentrum, districtskantoor en verscheidene sportvoorzieningen.

## Toerisme
Yalgoo heeft een meteoorkrater, een streekmuseum: 'Courthouse Museum', een uitzonderlijk kerkje: 'Dominican Chapel of St Hyacinth' en een gerestaureerd spoorwegstation. Rondom Yalgoo zijn nog restanten van de voormalige mijnactiviteiten zichtbaar zoals de 'Joker Tunnel'.

## Transport
Yalgoo ligt langs de 'Geraldton-Mount Magnet Road' die de North West Coastal Highway met de Great Northern Highway verbindt, 480 kilometer ten noordnoordoosten van de West-Australische hoofdstad Perth, 217 kilometer ten oostnoordoosten van Geraldton en 124 kilometer ten westzuidwesten van Mount Magnet.
Er ligt een startbaan, Yangoo Airport (ICAO: YYAL), waarvan de Royal Flying Doctor Service gebruik maakt.

## Klimaat
Yalgoo kent een warm woestijnklimaat, BWh volgens de klimaatclassificatie van Köppen.

## Afbeeldingen

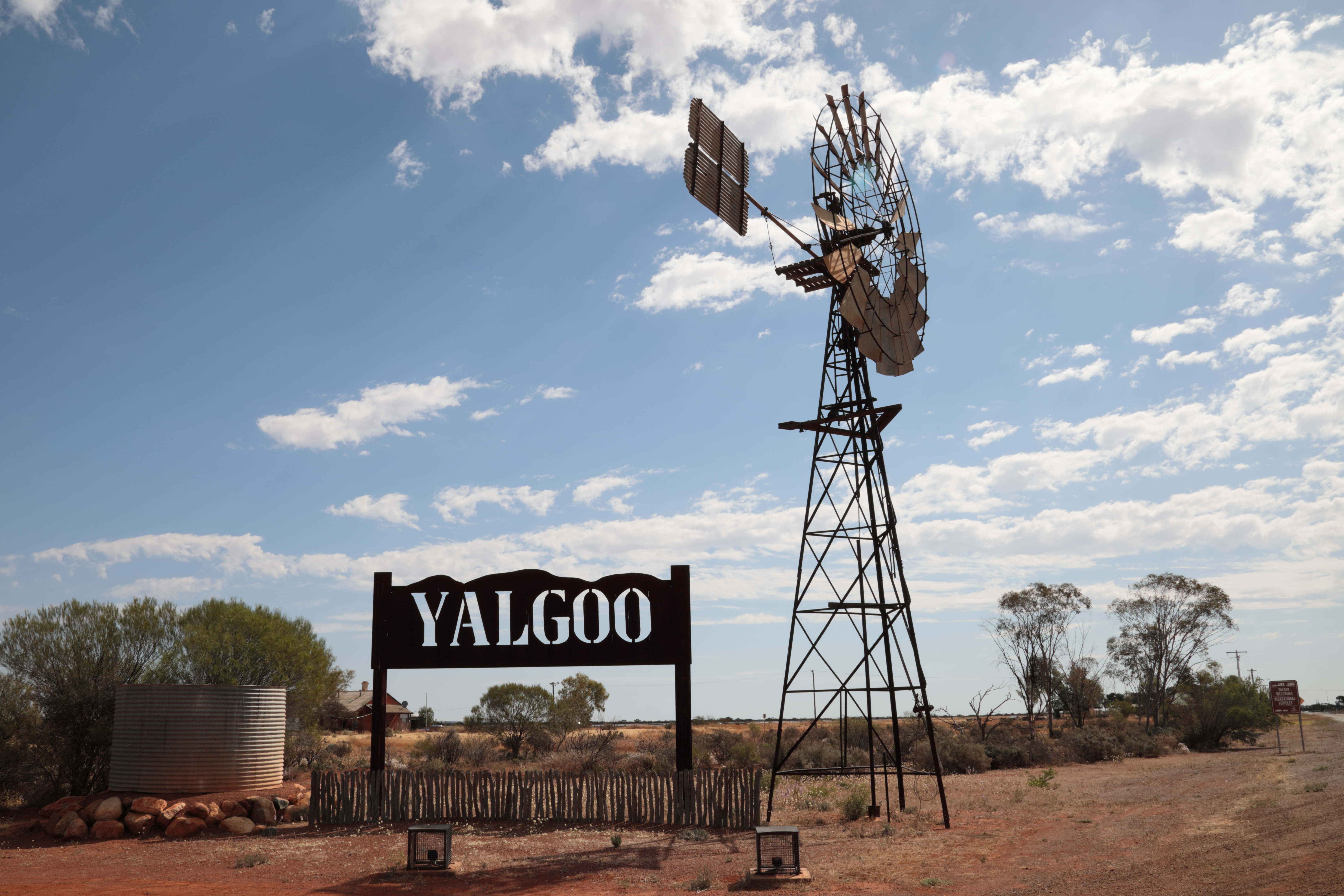
verwelkoming
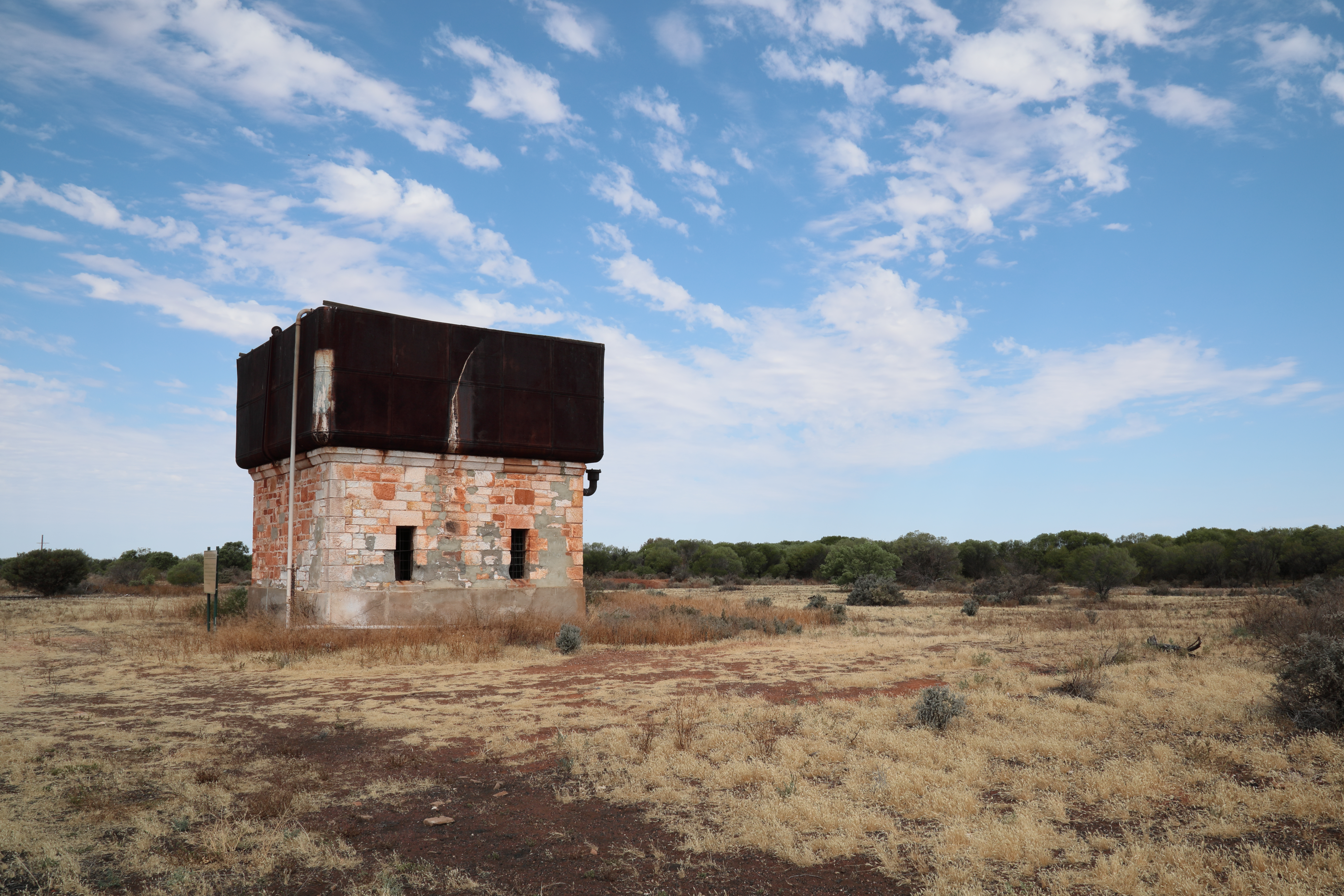
watertank
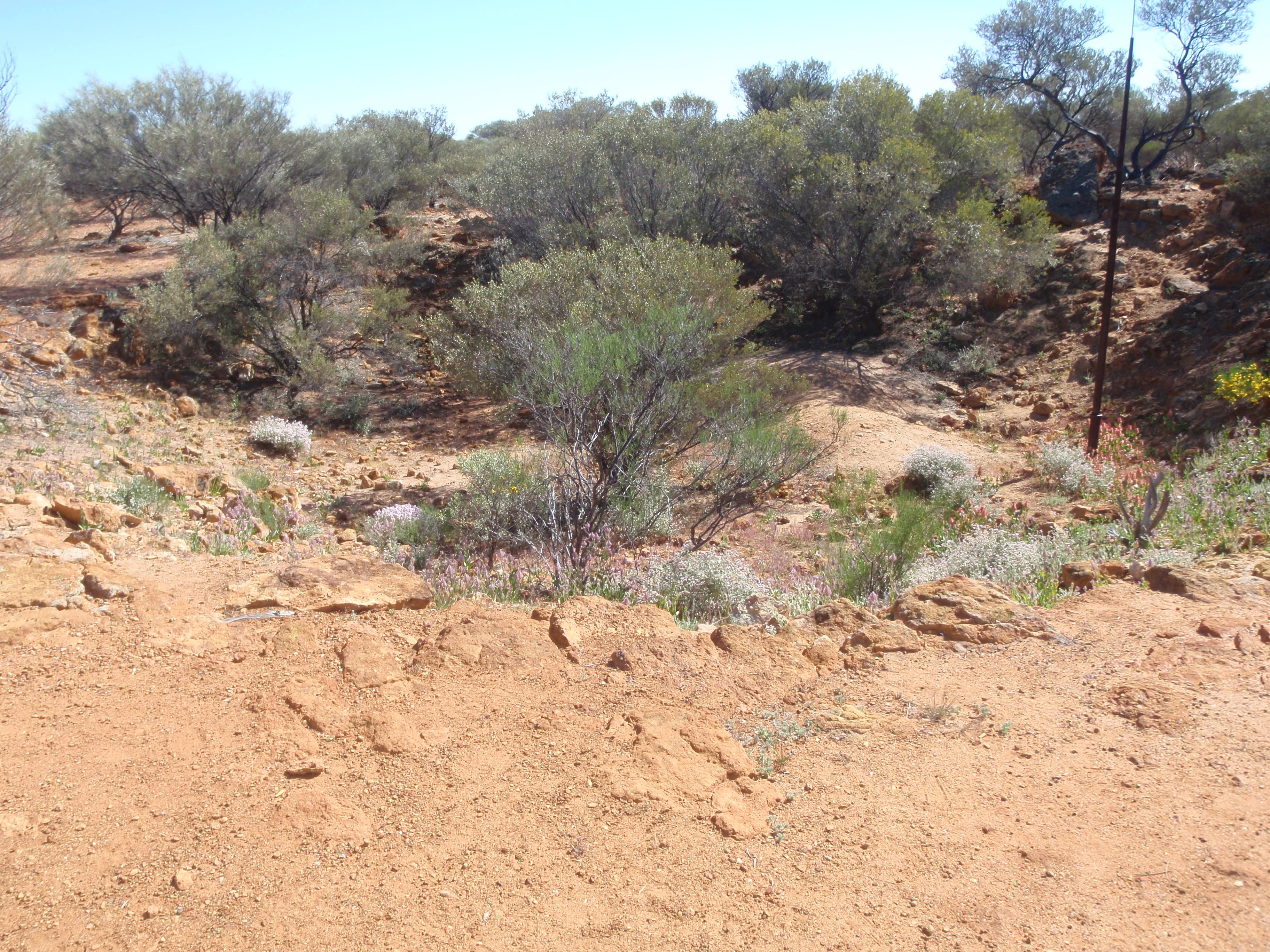
inslagkrater van meteoriet
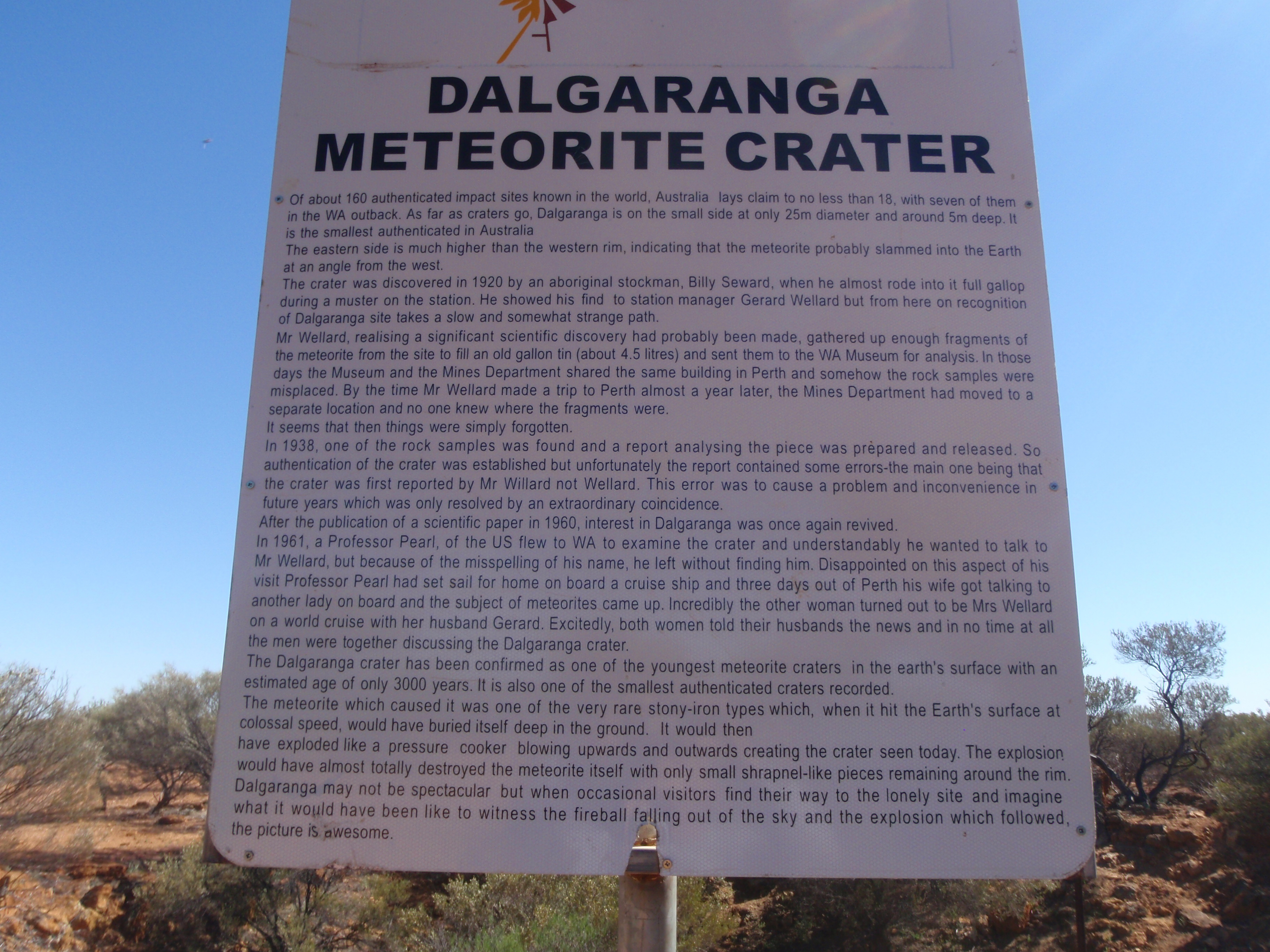
informatiebord bij deze krater
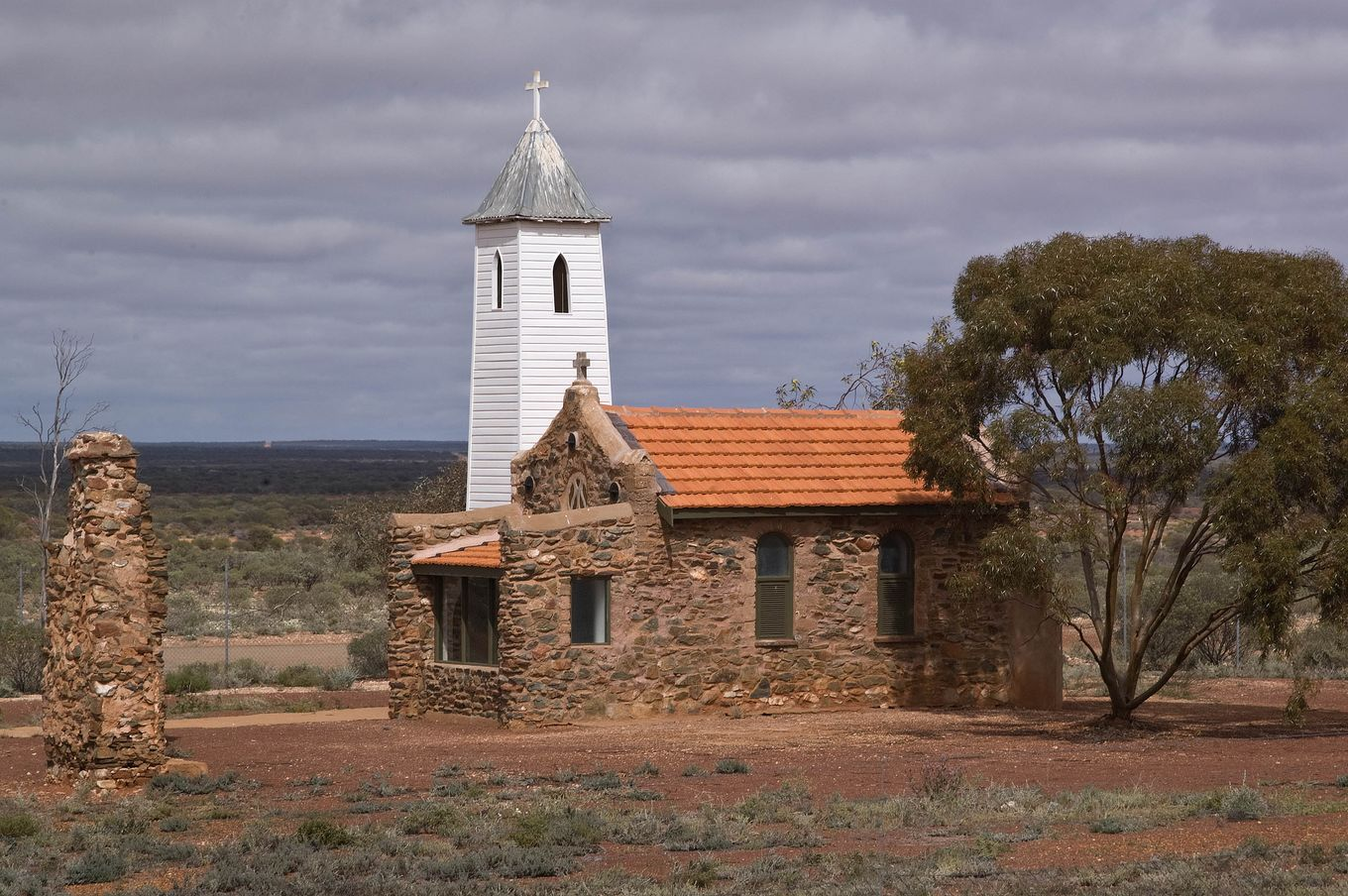
'Dominican Chapel of St Hyacinth'